# Relațiile dintre România și Vatican
Relațiile dintre România și Vatican sunt relațiile externe dintre România și Sfântul Scaun. Ambele țări au stabilit relații diplomatice în anul 1920. Sfântul Scaun are o ambasadă la București denumită Nunțiatura Apostolică în România. România are o ambasadă la Vatican.

## Istoric
Relațiile dintre cele două state au fost reglementate prin Concordatul din 1927. Prin decretul nr. 151 din 17 iulie 1948 România a denunțat unilateral concordatul, iar la 7 iulie 1950 a fost expulzat ultimul reprezentant diplomatic al Vaticanului la București, Gerald Patrick O'Hara.
După Revoluția Română din 1989, prin Decretul-lege nr. 9 din 31 decembrie 1989 al Consiliului Frontului Salvării Naționale a fost abrogat Decretul-lege 358/1948 și a fost recunoscută Biserica Română Unită cu Roma, Greco-Catolică. Relațiile diplomatice dintre România și Sfântul Scaun au fost reluate în luna mai a anului 1990.
În perioada 7-9 mai 1999 papa Ioan Paul al II-lea a efectuat o vizită oficială în România. Aceasta a fost prima călătorie papală într-o țară majoritar ortodoxă după mai mult de 1.000 de ani. El a participat la o liturghie ortodoxă pe 9 mai 1999.
În anul 2002 erau 1.028.401 credincioși romano-catolici în România, reprezentând 4,7% din populația țării. Conform aceluiași recensământ oficial numărul credincioșilor greco-catolici era de 191.556.
În perioada 31 mai-2 iunie 2019 a avut loc vizita papei Francisc în România, ocazie cu care a fost beatificat episcopul Valeriu Traian Frențiu și însoțitorii săi, decedați în închisorile regimului comunist.

## Vezi și
- Biserica Romano-Catolică în România
- Biserica Română Unită cu Roma, Greco-Catolică